# المرأة في جزر القمر
النساء في جزر القمر تسير في طليعة الدول العربية من حيث حقوق المرأة، حيث تشغل المرأة 20 في المائة من المناصب الوزارية، وتحتفظ الزوجة عادة بالأرض أو المنزل في حالة الطلاق. ولا تعاني المرأة ضغوطًا لإنجاب الذكور دون الإناث، كما أن تنظيم الأسرة مقبول على نطاق واسع وتدعمه حملات توعية تديرها الدولة. وهذا طبقًا لنتائج دراسة أجرتها مؤسسة "تومسون رويترز"، واستعانت فيها بخبراء متخصصين في مجال قضايا المرأة.
النساء في جزر القمر بشكل عام يتمتعن بحرية إلى حد ما عن الدول المجاورة لها كمدغشقر، وعلى الرغم من أن الوضع الاقتصادي متدني في البلد نسبيا وخاصة النساء اللاتي أواجهن يعملن في مجال الزراعة أو كعاملات إلا أنهن في كثير من الأحيان يتحركن بحرية أكثر من نظرائهن في أوساط النخبة الاجتماعية.
في موالي، حيث القيم الإسلامية التقليدية هي أقل هيمنةً فإن النساء عموماً لسن منعزلات. شكلت النساء 40.4% من قوة العمل في عام 1990، وهو رقم أعلى قليلا من المتوسط بالنسبة لدول إفريقيا جنوب الصحراء الكبرى..
الفتيات أقل فرصة من الفتيان للذهاب إلى المدرسة في جزر القمر إلى حد ما. وقدر البنك الدولي في عام 1993 أن 67% من الفتيات كانوا مسجلين في المدارس الابتدائية، في حين تم تسجيل 82% من الأولاد. في المدرسة الثانوية، وكانت 15 في المائة من الفتيات في جزر القمر المؤهلة في الحضور، مقارنة مع نحو 19 في المئة من الأولاد المستحقين.
على الرغم من أن دستور عام 1992 يعترف بحق النساء في التصويت، كما كان دستور 1978،إلا أن المرأة لعبت دوراً محدوداً في الحياة السياسية في جزر القمر. على النقيض من ذلك، فالتاجارات في ماهوري أثارن الحركة من أجل استمرار الشراكة مع فرنسا، وبعد ذلك، لاستمرار الانفصال عن جمهورية جزر القمر.
قبلت جزر القمر المساعدات الدولية لتنظيم الأسرة في عام 1983، ولكن اعتبرت أي خطط في هذا المجال غير مناسبةٍ سياسياً و لم توضع حيز التنفيذ. وفقا لتقديرات عام 1993، كان هناك ما معدله 6.8 مولود لكل امرأة في جزر القمر. على النقيض من ذلك، كان الرقم 6.4 ولادة لكل امرأة لبقية دول إفريقيا جنوب الصحراء الكبرى.